# Бальтасар-Брум (Артигас)
Бальтасар-Брум (исп. Baltasar Brum) — посёлок, находящийся в департаменте Артигас, Уругвая, административный центр одноимённого муниципалитета. Расположен возле горного хребта Кучилья-де-Белен (исп. Cuchilla de Belén — Вифлеемский холм). По данным переписи населения 2004 года количество жителей составляло 2472 человека.

## История
Первое воспоминание о населённом пункте датируется 1804 годом. Сначала посёлок назывался Исла-Кабельйос (исп. Isla Cabellos). В 1956 году он был переименован в честь Бальтасара Брума, двадцать третьего Президента Уругвая.

### События
- В 1900 году здесь была построена школа.
- В 1940 году появились поликлиника, водоснабжение, электроэнергия, телефон, почта, филиал республиканского банка.
- В 1980 году был создан лицей.

## Известные уроженцы
- Альба Робальйо — первая южноамериканская женщина, ставшая министром.
- Амилькар Васконсельйос — адвокат и политик.
- Нестор «Тито» Гонсальвес — выдающийся футболист «Пеньяроля» и сборной Уругвая.